# 維多利亞湖樸麗魚
維多利亞湖樸麗魚，為輻鰭魚綱鱸形目隆頭魚亞目慈鯛科的其中一種，被IUCN列為極危保育類動物，分布於非洲維多利亞湖流域，棲息深度6-12公尺，體長可達16.6公分，棲息在有遮蔽的泥底質水域，屬肉食性，以魚類為食，生活習性不明。

## 擴展閱讀
維基物種上的相關：維多利亞湖樸麗魚